# Eberhard Kitzing
Eberhard Kitzing (* 30. April 1911 in Berlin; † 8. Oktober 1941) war ein deutscher Arzt und Hitlerjugend-Funktionär. Als Mitarbeiter des HJ-Gesundheitsdienstes war er an der Propagierung der HJ-Gesundheitspolitik beteiligt.

## Leben und Wirken
Kitzing trat zum 1. Mai 1932 der NSDAP bei (Mitgliedsnummer 1.079.831). Seit August 1932 gehörte er der Hitlerjugend (HJ) an. Ab Juli 1934 war er hauptamtlich für die HJ tätig. Seit 1935 leitete er im Gesundheitsamt der Reichsjugendführung (RJF) das Hauptreferat Gesundheitssicherung. 1939 wurde er als Bannführer zum Hauptabteilungsleiter für die Abteilungen Gesundheitsbelehrung und -propaganda und zum stellvertretenden Chef des Amtes für Gesundheit der RJF befördert.
Kitzing absolvierte eine Feldscherausbildung und wurde im Zweiten Weltkrieg als Arzt eingesetzt. Im November 1939 zum Oberbannführer befördert, trat er im Juni 1940 der SS bei (Nr. 393.308) und wurde SS-Untersturmführer im SS-Sanitätsamt. Während eines Kriegseinsatzes verunglückte er tödlich bei der Wehrmacht.
Im Auftrag der HJ veröffentlichte Kitzing gesundheitliche Ratgeberliteratur. Die praktische Medizinalpolitik stellte er dabei in den Dienst der Staatsführung und forderte, dass die „gesundheitliche Arbeit des Jugendarztes klar als ein Bestandteil der weltanschaulichen Erziehungsarbeit der nationalsozialistischen Bewegung herausgestellt“ werden müsse. Nachdem Reichsjugendführer Baldur von Schirach 1939 zum „Jahr der Gesundheitspflicht“ erklärt hatte, formulierte Kitzing kurz vor seinem Tod 1941, dass jeder Deutsche jederzeit „die Pflicht [habe], so zu leben, daß er gesund und leistungsfähig bleibt. Krankheit ist ein Versagen.“ Der Historiker Michael Buddrus sieht in der „Gesundheitspflicht“ der HJ eine Konzeption, die auf die Etablierung eines neuen Menschenbildes abgezielt habe. Die HJ-Sozialingenieure hätten eine Entpersönlichung bewusst forciert, um die ihnen anvertrauten Kinder und Jugendlichen zugunsten der Volksgemeinschaft von ihrem eigenen Körper zu enteignen.

## Schriften
- Erste Hilfe bei Unfällen für SA, SS, HJ, Arbeitsdienst und freiwillige Helfer. H. Denckler, Berlin 1935.
- Wie erwerbe ich das Reichs-Sportabzeichen? Denckler, Berlin 1935.
- Der Notverband und seine Anwendung. Denckler, Berlin 1936.
- Erste Hilfe im Betriebe bei Unfällen und Verletzungen. Denckler, Berlin 1936.
- Eberhard Kitzing: Wie erwerbe ich das Deutsche Lebensrettungs-Abzeichen? Denckler, Berlin 1936.
- Die Verpflegung in Zeltlagern des Hitlerjugend. Thieme, Leipzig 1938.
- Abhärtung durch Körperpflege. Du hast die Pflicht, gesund zu sein! v. Arnim, Berlin 1939.
- als Hrsg.: Du hast die Pflicht, gesund zu sein! Gesundheitsaktion der Hitler-Jugend. Reichsjugendführung, Berlin 1939.
- Erziehung zur Gesundheit. Ein Handbuch für Jugenderzieher u. Eltern. hg. von Robert Hördemann. Reichsgesundheitsverlag, Berlin 1941.
- Gesund durch richtige Ernährung. NSDAP, Berlin 1939.
- und George Reid: Gesundheitsführung der HJ. Alkohol und Tabak. Reichsgesundheitsverlag, Berlin 1940.